# 適宜彎貝介
適宜彎貝介（学名：Loxoconcha optima）为彎貝介科彎貝介屬下的一个种。